# 白石直子
白石 直子（しらいし なおこ、1976年9月21日 - ）は、日本のプロデューサー、実業家。株式会社ミルパンセ代表取締役社長。
有限会社シャフト、株式会社ガイナックスを経て、株式会社ミルパンセを設立した。

## 来歴

### 生い立ち
調理師、書店の店員、校正者、ピアノ講師など、さまざまな職を経験後、25歳のときアニメーションの世界を志し、アニメ制作会社のシャフトに入社。

### 制作担当として
シャフトでは制作を担当することになった。シャフト時代を振り返り、白石は「制作としての初手を教えて頂きました」と回顧している。その後、アニメ制作会社のガイナックスに転じることになり、こちらのスタジオでも引き続き制作を担当し、多くのテレビアニメやOVAを手掛けた。たとえば、テレビアニメにおいては、『まほろまてぃっく』、および、『めだかボックス』にて、それぞれ設定制作と制作進行を担った。『天元突破グレンラガン』、および、『はなまる幼稚園』では、それぞれ制作プロデューサーを務めた。『ダンタリアンの書架』では、制作プロデューサーと制作進行を担当した。また、OVAにおいては、『トップをねらえ2!』にて制作デスクを務めた。

### 経営者として
その後、ガイナックスから独立し、自身のアニメ製作会社としてミルパンセを設立し、その代表取締役に就任した。設立当初、ミルパンセはアニメーション制作協力として案件に参画するなど、ゴンゾをはじめとする他社の作品を手伝うことが多かった。だが、2015年よりミルパンセが『てーきゅう』のアニメーション制作を請け負うことになったため、それに伴い同年4月放送分よりアニメーションプロデューサーとして同作に参画した。のちにミルパンセが『てーきゅう』の製作にも乗り出すことになったため、それに伴い2016年10月放送分からはアニメーションプロデューサーではなく企画として参画している。

## 経営方針
経営するミルパンセでは、自社スタッフを重視する方針を打ち出している。同社設立に際し、スタッフは新人から育成するとの目標を掲げており、参画する案件も自社スタッフの技能に応じ実現可能なもののみとしている。これは、社外のフリーのスタッフをメインに据えた場合、直前まで参加していた別案件の進捗状況に左右され参加が遅れたり、募集をかけても集まらなかったり、といった事態が発生する可能性があり、スケジュールの遅延が危惧されたためとしている。

## 人物
アニメプロデューサーとなる舛本和也がガイナックスの求人に応募してきた際、アニメ監督の上村泰とともに面接担当者を務めた。
夫の板垣伸はアニメ監督であり、白石がガイナックスに勤務していたため知り合った。

## 作品

### テレビアニメ
- 屍姫赫（2008年） - アニメーションプロデューサー[11]
- 屍姫玄（2009年） - アニメーションプロデューサー[11]
- はなまる幼稚園（2010年） - 制作プロデューサー[1]
- ダンタリアンの書架（2011年） - アニメーションプロデューサー
- 君のいる町（2013年） - アニメーションプロデューサー
- 人生（2014年） - アニメーションプロデューサー
- てーきゅう（2015年〜2016年） - アニメーションプロデューサー[5][12][13][14]
- 高宮なすのです!（2015年） - アニメーションプロデューサー[15]
- うさかめ（2016年） - 企画[16]
- ベルセルク（2016年〜2017年） - アニメーションプロデューサー
- てーきゅう（2016年〜2017年） - 企画[6][17]

### アニメーション映画
- Wake Up, Girls! 青春の影（2015年） - アニメーションプロデューサー
- Wake Up, Girls! Beyond the Bottom（2015年） - アニメーションプロデューサー

### OVA
- トップをねらえ2!（2004年〜2006年） - 制作デスク[1]

## 出演

### ラジオ
- 東京国際アニメフェア2009 超!ステーション（2008年） - ゲスト